# Bothriochloa pertusa
Bothriochloa pertusa là một loài thực vật có hoa trong họ Hòa thảo. Loài này được (L.) A.Camus mô tả khoa học đầu tiên năm 1931.

## Hình ảnh

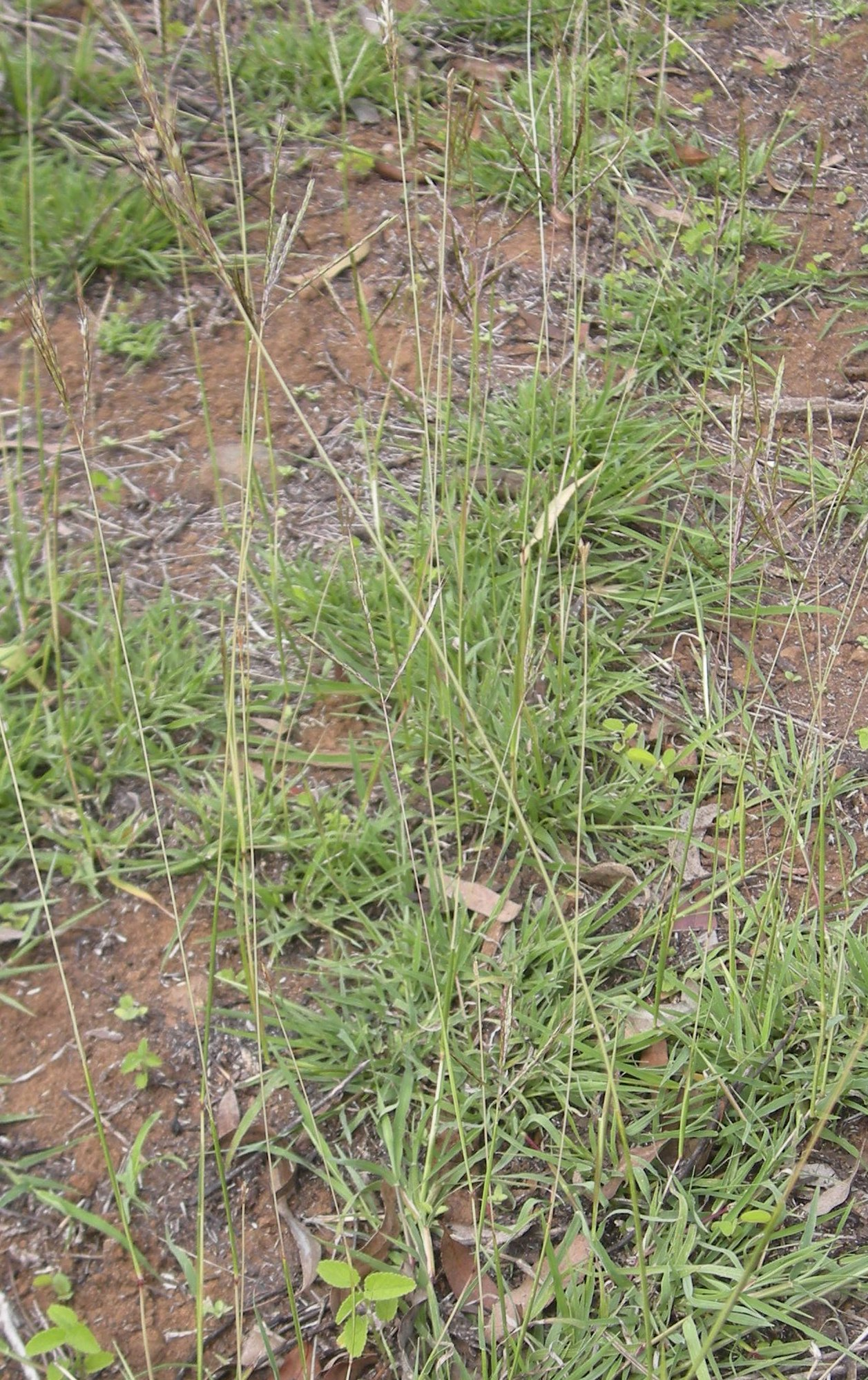
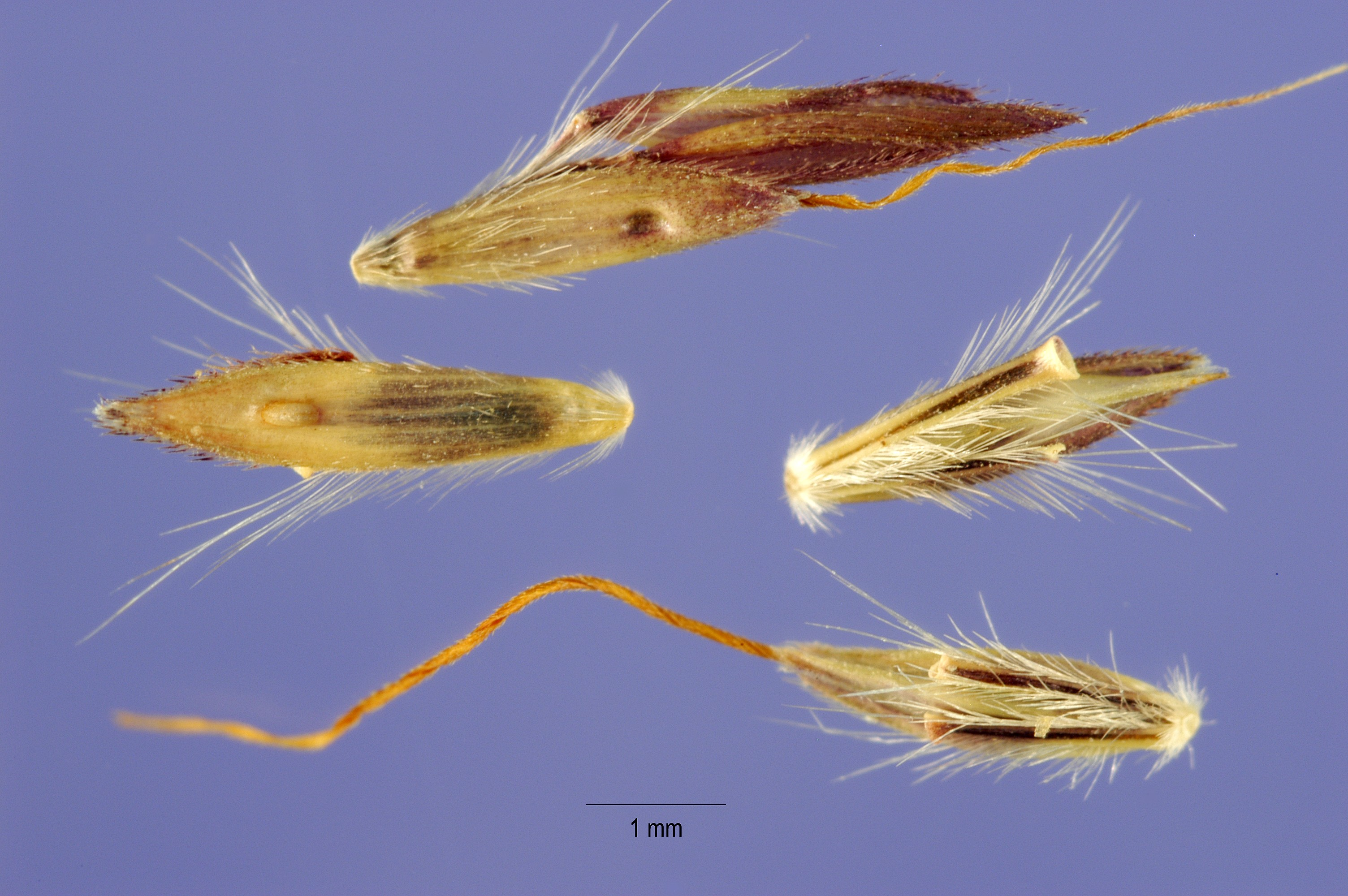
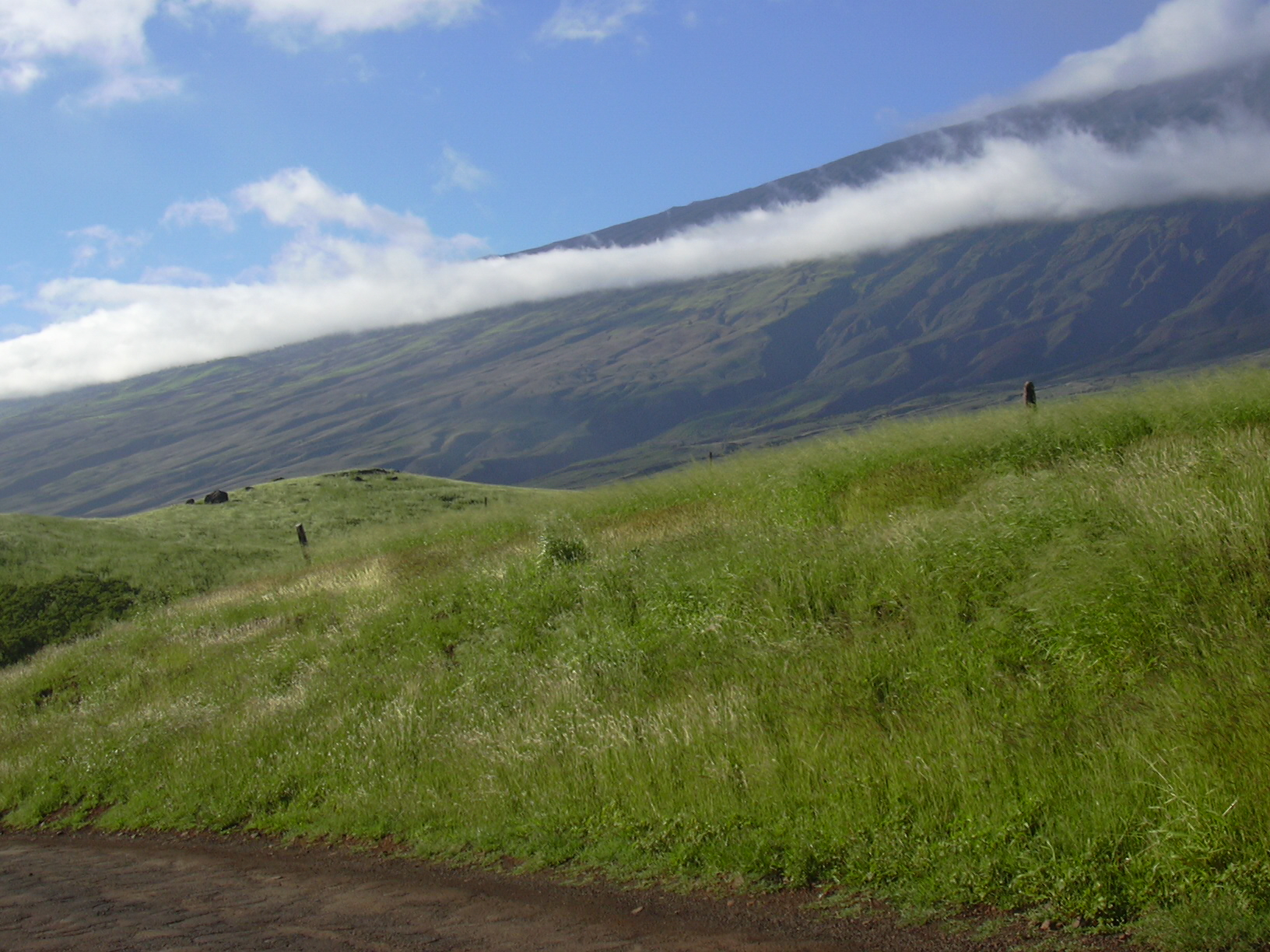
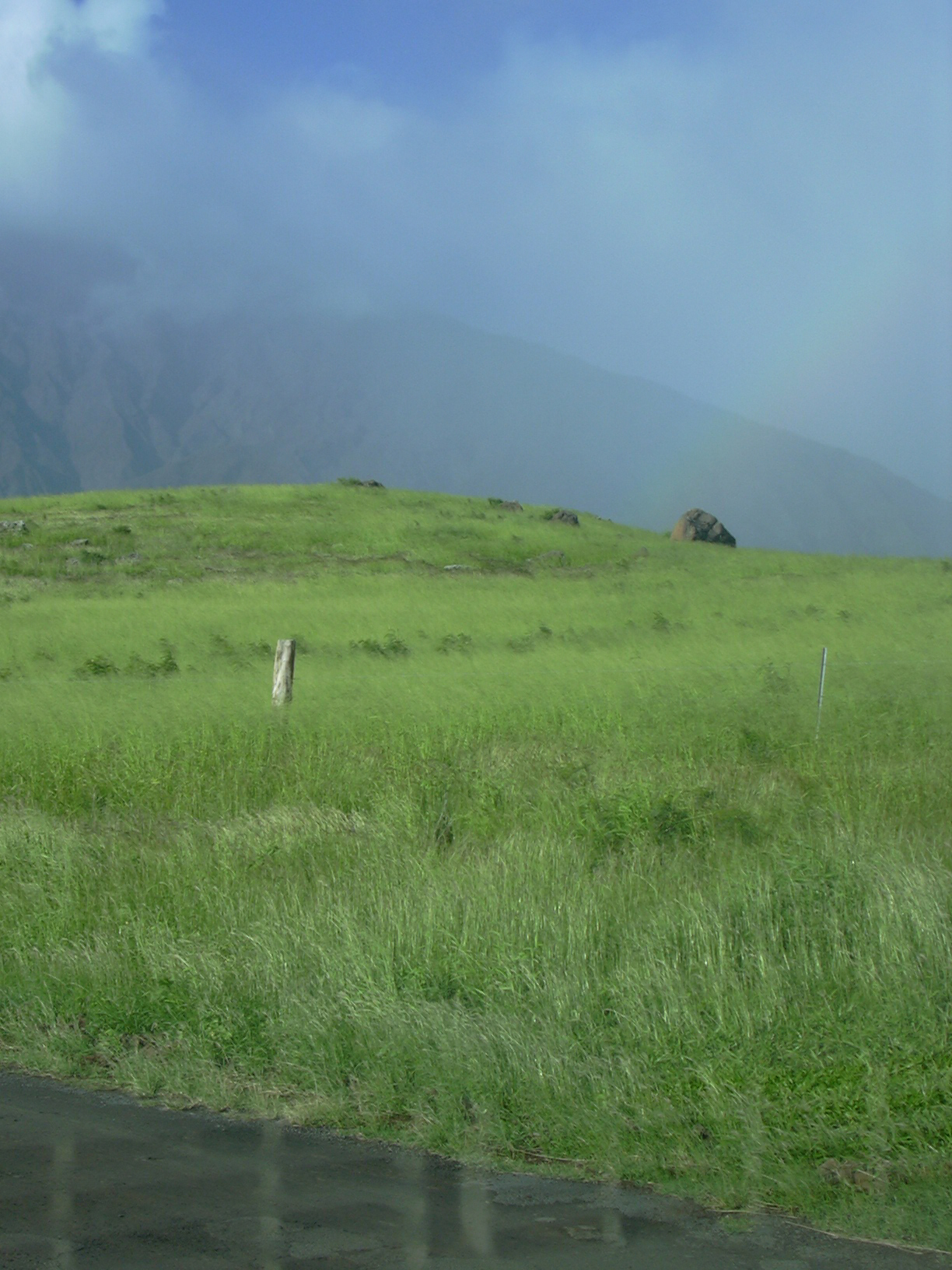